# Palmerio Grasso
Palmerio (o Palmero) Grasso (Rivisondoli, 1600 circa – Rivisondoli, tra il 21 settembre e il 13 dicembre 1656) è stato uno scultore e intagliatore italiano.

## Biografia

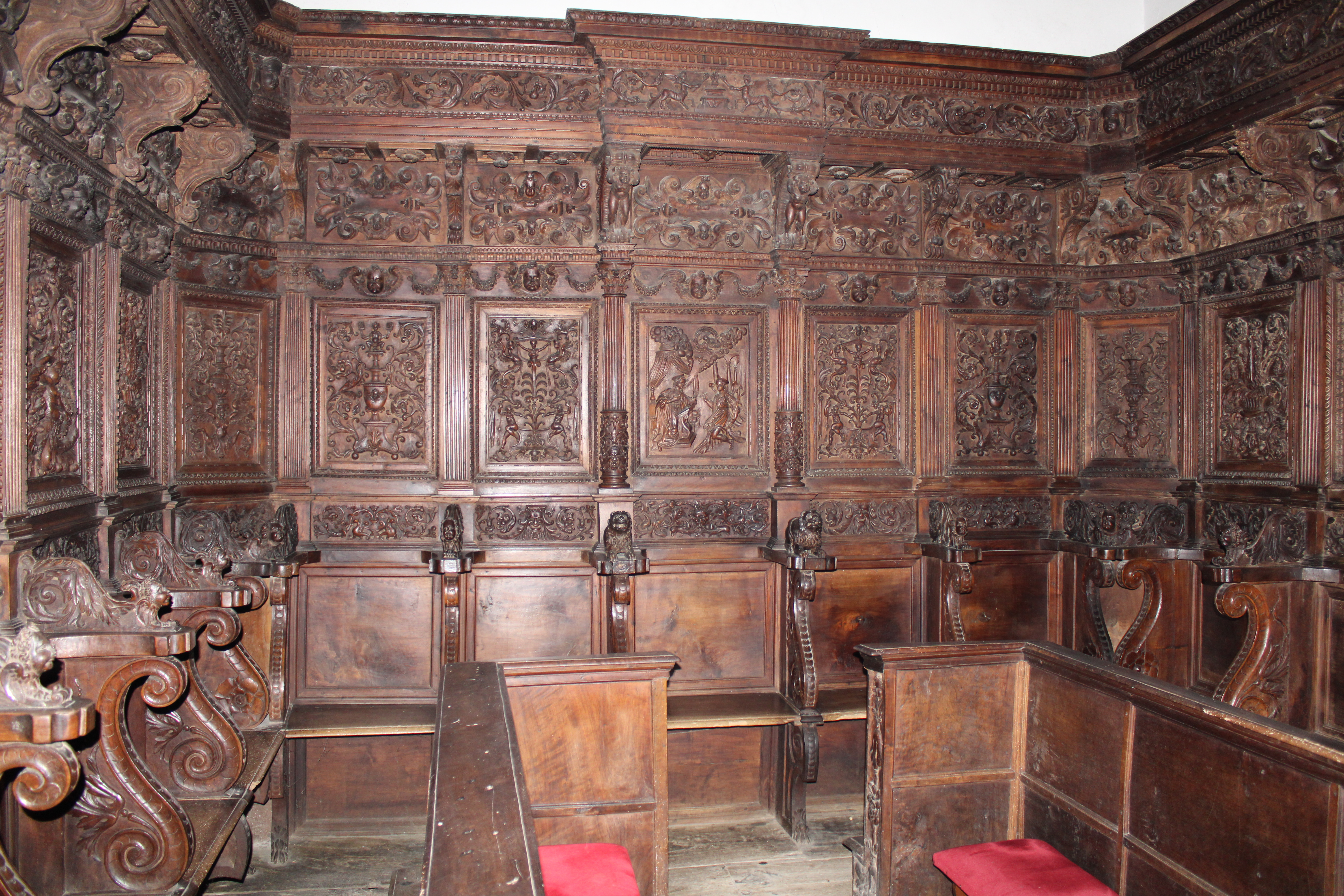
Coro ligneo della chiesa di Sant'Eustachio di Campo di Giove, che è ritenuto essere stato realizzato da Palmerio Grasso nella prima metà del XVII secolo, abbinato all'altare maggiore in legno, andato bruciato con il passare del tempo

Palmerio Grasso nacque a Rivisondoli intorno all'anno 1600 da Cola Grasso. In gioventù ebbe modo di formarsi nella vicina Pescocostanzo, dove si era consolidata dal XVI secolo una tradizionale forma di artigianato artistico che aveva prodotto nel tempo, anche grazie al contributo innovatore dato in paese dall'architetto Cosimo Fanzago, abili intagliatori, marmorari e scultori, come Bernardino D'Alessandro, Falconio Falconio, Ferdinando Mosca e Francesco Ricciardelli, affermatisi tra il XVII e il XVIII secolo. Completata la formazione, Palmerio Grasso esercitò in Abruzzo la propria professione durante la prima metà del XVII secolo. Tra il 1624 e il 1631 si occupò di progettare e intagliare una mensa con paliotto e timpano e i relativi ornamenti della sua prima opera, un altare in pietra, realizzato assieme ai maestri Bernardino Cacchione e Leonardo Grillo nella sconsacrata chiesa di San Nicola di Pescocostanzo, su commissione della famiglia De Matteis; in essa scolpì inoltre un'acquasantiera. Nello stesso periodo accanto a tale edificio religioso venne edificato, su progetto di Cosimo Fanzago, l'ex convento di Santa Scolastica in stile architettonico classico e Palmerio Grasso vi partecipò introducendovi all'esterno degli elaborati motivi decorativi barocchi, come ad esempio il timpano spezzato presente nelle facciate, oltre alle mensole dello sporto di gronda. Risulta altresì aver eseguito l'altare e la coppia di acquasantiere della basilica di Santa Maria del Colle di Pescocostanzo, dietro progetto del Fanzago. Nel 1639 scolpì nella chiesa di Santa Maria del Suffragio dei morti due acquasantiere dai tratti fanzaghiani ma al contempo lineari e sobri. Tra il 1646 e il 1649 vi fabbricò assieme al figlio, il cui nome è ignoto, l'altare maggiore in legno, su incarico della confraternita dell'edificio religioso. L'opera però rimase incompiuta e fu poi ultimata e perfezionata dallo scultore Ferdinando Mosca nel 1716. Palmerio Grasso realizzò inoltre, in data non specificata, un altro altare ligneo nella scomparsa chiesa di Santa Maria della Fonte di Rivisondoli, che fu spostato nella chiesa di San Nicola di Bari. I due altari lignei risultano identici dal punto di vista architettonico e per la presenza di colonne tortili vitinee proprie dell'arte seicentesca romana della quale Palmerio Grasso fu promotore in Abruzzo con l'esempio della colonna del Bernini. Lo scultore eseguì verso il 1650 l'acquasantiera e la cornice lignea del bassorilievo in pietra che sovrasta l'altare del santuario della Madonna della Portella, situato ai margini dell'altopiano delle Cinquemiglia. Da ultimo, Palmerio Grasso avrebbe inoltre realizzato il coro ligneo con tredici sedili con sculture della chiesa di Sant'Eustachio di Campo di Giove abbinato all'altare maggiore in legno, andato tuttavia bruciato con il passare del tempo e sostituito con un altro in marmo. Ammalatosi di peste, morì a Rivisondoli tra il 21 settembre e il 13 dicembre 1656.

## Opere

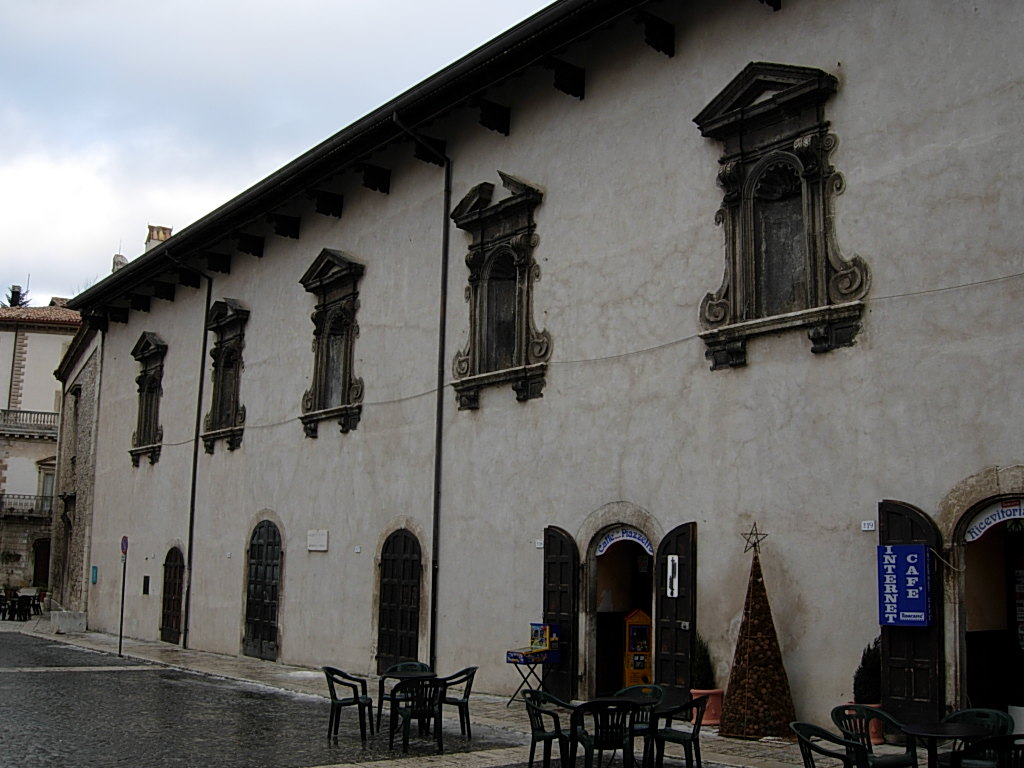
Esterni barocchi dell'ex convento di Santa Scolastica di Pescocostanzo, eseguiti da Palmerio Grasso tra il 1624 e il 1631

- Altare maggiore in pietra ed acquasantiera della sconsacrata chiesa di San Nicola di Pescocostanzo (1624-1631)[5];
- Esterni barocchi dell'ex convento di Santa Scolastica di Pescocostanzo (1624-1631)[6];
- Altare maggiore ed acquasantiere della basilica di Santa Maria del Colle di Pescocostanzo (1624-1631)[7];
- Acquasantiere della chiesa di Santa Maria del Suffragio dei morti di Pescocostanzo (1639)[8];
- Altare maggiore in legno della chiesa di Santa Maria del Suffragio dei morti di Pescocostanzo (1646-1649)[9];
- Altare maggiore in legno della scomparsa chiesa di Santa Maria della Fonte di Rivisondoli (data imprecisata nel 1646-1649)[4];
- Acquasantiera e cornice lignea del bassorilievo dell'altare del santuario della Madonna della Portella di Rivisondoli (1650 circa)[4];
- Altare maggiore in legno e coro ligneo della chiesa di Sant'Eustachio di Campo di Giove (prima metà del XVII secolo)[12].